# Blue Lock
Blue Lock (jap. ブルーロック Burū Rokku) – manga napisana przez Muneyukiego Kaneshiro i zilustrowana przez Yusuke Nomurę, publikowana na łamach magazynu „Shūkan Shōnen Magazine” wydawnictwa Kōdansha od sierpnia 2018. W Polsce prawa do dystrybucji nabyło wydawnictwo Waneko.
Na podstawie mangi studio Eight Bit wyprodukowało serial anime, który był emitowany od października 2022 do marca 2023. Premiera filmu kinowego na podstawie spin-offu, Episode Nagi, odbyła się w kwietniu 2024. Emisja drugiego sezonu rozpoczęła się w październiku i zakończyła w grudniu 2024.

## Fabuła
W 2018 roku reprezentacja Japonii zajęła 16. miejsce w Mistrzostwach Świata w Piłce Nożnej w Rosji. W rezultacie Japoński Związek Piłki Nożnej postanawia zatrudnić piłkarską enigmę, Ego Jinpachiego. Jego plan, który ma zapewnić Japonii zwycięstwo w kolejnych mistrzostwach świata, to Blue Lock, program treningowy zaprojektowany w celu stworzenia najlepszego na świecie napastnika-egoisty. Ci, którzy nie zdołają ukończyć Blue Lock, nigdy więcej nie będą mogli reprezentować Japonii. Yoichi Isagi, nieznany piłkarz z liceum, który jest niezdecydowany odnośnie do swojego stylu gry, postanawia dołączyć do programu, aby stać się najlepszym graczem na świecie.

## Bohaterowie
- Yoichi Isagi (jap. 潔 世一 Isagi Yoichi)

Seiyū: Kazuki Ura 
- Meguru Bachira (jap. 蜂楽 廻 Bachira Meguru)

Seiyū: Tasuku Kaito 
- Rensuke Kunigami (jap. 國神 錬介 Kunigami Rensuke)

Seiyū: Yūki Ono 
- Hyouma Chigiri (jap. 千切 豹馬 Chigiri Hyōma)

Seiyū: Sōma Saitō 
- Wataru Kuon (jap. 久遠 渉 Kuon Wataru)

Seiyū: Masatomo Nakazawa 
- Jingo Raichi (jap. 雷市 陣吾 Raichi Jingo)

Seiyū: Yoshitsugu Matsuoka 
- Yuudai Imamura (jap. 今村 遊大 Imamura Yūdai)

Seiyū: Shōya Chiba 
- Gin Gagamaru (jap. 我牙丸 吟 Gagamaru Gin)

Seiyū: Shūgo Nakamura 
- Asahi Naruhaya (jap. 成早 朝日 Naruhaya Asahi)

Seiyū: Daishi Kajita 
- Okuhito Iemon (jap. 伊右衛門 送人 Iemon Okuhito)

Seiyū: Ryūnosuke Watanuki 
- Gurimu Igarashi (jap. 五十嵐 栗夢 Igarashi Gurimu)

Seiyū: Aoi Ichikawa 
- Ryousuke Kira (jap. 吉良 涼介 Kira Ryōsuke)

Seiyū: Kenichi Suzumura 
- Jinpachi Ego (jap. 絵心 甚八 Ego Jinpachi)

Seiyū: Hiroshi Kamiya 
- Anri Teieri (jap. 帝襟 アンリ Teieri Anri)

Seiyū: Eri Yukimura 
- Shouei Barou (jap. 馬狼 照英 Barō Shōei)

Seiyū: Junichi Suwabe 
- Zantetsu Tsurugi (jap. 剣城 斬鉄 Tsurugi Zantetsu)

Seiyū: Kazuyuki Okitsu 
- Seishirou Nagi (jap. 凪 誠士郎 Nagi Seishirō)

Seiyū: Nobunaga Shimazaki 
- Reo Mikage (jap. 御影 玲王 Mikage Reo)

Seiyū: Yūma Uchida 
- Ikki Niko (jap. 二子 一揮 Niko Ikki)

Seiyū: Natsuki Hanae 
- Junichi Wanima (jap. 鰐間 淳壱 Wanima Junichi)

Seiyū: Ryōta Suzuki 
- Keisuke Wanima (jap. 鰐間 計助 Wanima Keisuke)

Seiyū: Ryōta Suzuki 
- Sae Itoshi (jap. 糸師 冴 Itoshi Sae)

Seiyū: Takahiro Sakurai 
- Rin Itoshi (jap. 糸師 凛 Itoshi Rin)

Seiyū: Kōki Uchiyama 
- Jyubei Aryu (jap. 蟻生 十兵衛 Aryū Jūbee)

Seiyū: Katsuyuki Konishi 
- Aoshi Tokimitsu (jap. 時光 青志 Tokimitsu Aoshi)

Seiyū: Shinnosuke Tachibana 

## Manga
Pierwszy rozdział mangi został opublikowany 1 sierpnia 2018 w magazynie „Shūkan Shōnen Magazine”. Następnie wydawnictwo Kōdansha rozpoczęło zbieranie rozdziałów do wydań w formacie tankōbon, których pierwszy tom ukazał się 16 listopada tego samego roku. Według stanu na 17 czerwca 2025, do tej pory wydano 34 tomy.
W Polsce prawa do dystrybucji mangi nabyło wydawnictwo Waneko, o czym poinformowano 15 lipca 2022, natomiast premiera odbyła się 8 sierpnia tego samego roku.
Spin-off mangi skupiający się na postaci Seishirou Nagiego, zatytułowany Blue Lock: Episode Nagi, ukazywał się w magazynie „Bessatsu Shōnen Magazine” wydawnictwa Kōdansha od 9 czerwca 2022 do 9 lipca 2025, jego ilustratorem jest zaś Kōta Sannomiya.

## Anime
Adaptacja w formie telewizyjnego serialu anime została zapowiedziana 12 sierpnia 2021. Seria została wyprodukowana przez studio Eight Bit i wyreżyserowana przez Tetsuakiego Watanabe, wraz z Shunsuke Ishikawą pełniącym rolę asystenta reżysera. Scenariusz napisał Taku Kishimoto, postacie zaprojektował Masaru Shindō, muzykę zaś skomponował Jun Murayama. Anime było emitowane od 9 października 2022 do 26 marca 2023 w bloku NUMAnimation stacji TV Asahi. Motywem otwierającym jest „Chaos ga kiwamaru” (jap. カオスが極まる) w wykonaniu Unison Square Garden, kończącym zaś „Winner” autorstwa Shūgo Nakamury. Drugi motyw otwierający, zatytułowany „Winner”, został wykonany przez Ash Da Hero, natomiast drugi motyw końcowy, „Numbness like a ginger”, wykonało Unison Square Garden. Prawa do dystrybucji poza Azją nabył Crunchyroll.
Po wyemitowaniu ostatniego odcinka zapowiedziano powstanie drugiego sezonu. Premiera sezonu, zatytułowanego vs. U-20 Japan, odbyła się 5 października 2024 w bloku IMAnimation stacji TV Asahi. Seria ta liczy łącznie 14 odcinków, z czego ostatni wyemitowano 28 grudnia. Unison Square Garden wykonało motyw otwierający zatytułowany „Bōjaku no Charisma” (jap. 傍若のカリスマ Bōjaku no Karisuma), natomiast motywem końcowym jest „One” autorstwa Snow Man.

## Film kinowy
Po zakończeniu emisji pierwszego sezonu ogłoszono także powstanie filmu kinowego, będącego adaptacją spin-offu mangi zatytułowanego Blue Lock: Episode Nagi. Za reżyserię odpowiada Shunsuke Ishikawa. Premiera odbyła się 19 kwietnia 2024.
Premiera w polskich kinach miała miejsce 19 lipca 2024.

## Odbiór

### Nagrody i wyróżnienia
Seria została polecona przez Hajime Isayamę, autora mangi Atak Tytanów, dla którego Yusuke Nomura pracował wcześniej jako asystent. Blue Lock znalazło się w pierwszej trójce najlepszych mang sportowych w rankingu rekomendowanych komiksów ogólnonarodowych pracowników księgarń z 2020 roku prowadzonym przez Honya Club. W 2021 roku manga zdobyła 45. nagrodę Kōdansha Manga w kategorii shōnen. Rok później seria została również nominowana do nagrody Harveya w kategorii najlepsza manga.

### Sprzedaż
| Data         | 2020      | 2021      | 2021      | 2021      | 2022      | 2022      | 2022      | 2022       | 2022       | 2023       | 2023       | 2023       |
| Data         | sierpień  | styczeń   | kwiecień  | sierpień  | luty      | marzec    | czerwiec  | sierpień   | grudzień   | styczeń    | luty       | marzec     |
| ------------ | --------- | --------- | --------- | --------- | --------- | --------- | --------- | ---------- | ---------- | ---------- | ---------- | ---------- |
| Liczba sztuk | 1 900 000 | 3 000 000 | 4 000 000 | 5 000 000 | 6 000 000 | 8 300 000 | 9 300 000 | 10 000 000 | 16 000 000 | 18 000 000 | 21 500 000 | 24 000 000 |

### Opinie i krytyka
Rebecca Silverman z serwisu Anime News Network, w swojej recenzji pierwszych dwóch tomów mangi, nazwała koncepcję „dystopijnego sportu” czymś, co wyróżnia ją spośród innych serii sportowych, ale stwierdziła, że jest ona tak „rażąco absurdalna, że nie do końca działa”. Silverman pochwaliła kreskę, zauważając nawiązania do twórczości Tite Kubo, i stwierdziła, że mimo iż pierwsze dwa tomy nie są idealne, dzieje się w nich wystarczająco dużo, aby sprawić, że chce się czytać więcej.